# William B. Greene
William Batchelder Greene (1819-1878) fue un anarquista estadounidense, pastor unitario, soldado y promotor de la banca libre del siglo XIX. De acuerdo con Rudolf Rocker, con la publicación de su obra de 1850 Mutual Banking, Greene se convirtió en el «verdadero fundador» del mutualismo estadounidense.
Es conocido por las obras Mutual Banking (Banca Mutua), en la que propuso un sistema bancario libre de intereses y Trascendentalism (Trascendentalismo) una crítica de la escuela filosófica de Nueva Inglaterra. Entre 1850 y 1851, organizó a los ciudadanos de Brookfield, Warren y Ware del Estado de Massachusetts para pedir a la Corte General del Estado de Estados Unidos un presupuesto para establecer un banco mutualista.
"Después de todas las peticiones, el Comité de Bancos y Créditos, luego de oír los argumentos de los peticionarios, reportó simplemente, Vayan y retírense" (The Radical Deficiency of the Existing Circulating Medium, 1857). Intentos similares por medio de la Liga de Reforma del Trabajo de Nueva Inglaterra en los años 1870 tuvieron iguales resultados. Greene es a veces llamado el «Proudhon americano» por las similitudes de su banca mutualista con las ideas de Pierre-Joseph Proudhon. Fue una influencia importante para Benjamin Tucker, el editor del periódico anarquista Liberty.  
Según James J. Martin, en Men Against the State (Hombres contra el Estado), Greene no se convirtió en un anarquista "hecho y derecho" hasta la última década de su vida, pero por 1850 había articulado un mutualismo cristiano "hecho y derecho", esbozando fuertemente los escritos del a veces antagonista de Proudhon, Pierre Leroux. (ver Equality 1849, Mutual Banking 1850)

## Trabajos notorios
- Equality. West Brookfield, Mass.: O.S. Cooke, 1849.
- Mutual Banking. West Brookfield, Mass.: O.S. Cooke, 1850.
- The Blazing Star: With an Appendix Treating of the Jewish Kabbala. Also, a Tract on the Philosophy of Mr. Herbert Spencer and One on New-England Transcendentalism. Boston: A. William and Co., 1872.
- Mutual Banking. Indore City, India: Modern Publishers, 1946.